# Heinrich Zille (Schiff, 1896)
Die Heinrich Zille ist ein Fahrgastschiff im Historischen Hafen in Berlin. Es wurde 1896 als Baurat Hobrecht gebaut, kam 1949 zur DSU und wurde 1958 zum Motorschiff mit heutigem Namen umgebaut. Sie ist eines der ältesten, noch existierenden Berliner Fahrgastschiffe und unter diesen das älteste, das noch fahrbereit ist.

## Geschichte
Im Jahr 1896 fand in Treptow die Berliner Gewerbeausstellung statt. Das Ausstellungsgelände, der heutige Treptower Park lag an der Spree, und Berliner Reedereien planten einen Zubringerverkehr auf dem Wasser, darunter die Spree- und Havel-Dampfschiffahrtsgesellschaft Stern. Neben dem Umbau bereits vorhandener, kleinerer Schiffe orderte die Gesellschaft bei den Oderwerken zwei neue Doppelschraubendampfer. Diese wurden auf die Namen Baurat Hobrecht und Oberbürgermeister Zelle getauft. James Hobrecht war Stadtbaumeister in Berlin und einer der Verfasser des Hobrecht-Plans. Der vorgesehene Zubringerverkehr nach Treptow entwickelte sich unbefriedigend. Die meisten Besucher der Ausstellung nutzten die Bahn zur Anreise. Während ihr Schwesterschiff zwischenzeitlich unter anderem Namen einen Einsatz als Staatsyacht in Lübeck hatte, verblieb die Baurat Hobrecht bis nach dem Zweiten Weltkrieg unter ihrem Taufnamen in Berlin. Ab 1934 fuhr sie dabei für die neu entstandene Stern und Kreisschiffahrt. Im Krieg wurde sie in der Glienicker Lake nahe der Ausfahrt des Teltowkanals versenkt, 1946 gehoben, im Laufe des folgenden Jahres auf der Teltow-Werft repariert und wieder in Fahrt gebracht. 1947 wurde sie enteignet und von der Generaldirektion Schiffahrt übernommen, die sie 1949 an die DSU weiterreichte. Dabei wurde das Schiff in Panke umgetauft. Sie fuhr bis 1956 unter diesem Namen im Linienverkehr zwischen Potsdam, Ferch und Werder. 1956 kam sie nach Aken (Elbe) in die Werft, um zum Motorschiff umgebaut und verlängert zu werden. 1957 lief sie kurze Zeit als Schlepper, ehe sie zur Weissen Flotte Potsdam kam, bei der sie 1958 in Heinrich Zille umgetauft wurde. 1961 wechselte sie zur Weissen Flotte Berlin. 1973 wurden die Motoren erneuert. Nach 1990 fuhr sie wieder unter der Flagge der Stern und Kreisschiffahrt, von der sie 1993 als Museumsschiff an die Reederei Spree - Cöllnische Schiffahrtsgesellschaft mbH verkauft wurde.

## Das Schiff
Die Baurat Hobrecht war 32 Meter lang, 5,4 Meter breit, ging 1,13 Meter tief und hatte eine Seitenhöhe von 2,45 Metern. Sie war für 395 Fahrgäste zugelassen. Der Antrieb bestand aus zwei Zweifachexpansionsdampfmaschinen mit jeweils 75 PSi bei 220 Umdrehungen, die auf Propeller wirkten und mit denen eine Geschwindigkeit von etwa 17 km/h möglich war. Die Zulassung erlaubte 395 Fahrgäste. Nach der Übernahme durch die DSU durfte die jetzige Panke noch 347 Fahrgäste aufnehmen. Beim Umbau zum Motorschiff wurde der Rumpf auf 38,10 Meter verlängert und mit zwei SKL-Dieselmotoren mit je 150 PS versehen. Die Anzahl der zulässigen Passagiere reduzierte sich auf 296. 1973 wurde sie mit dem SKL–Motorentyp Typ 6 NVD 36-1 U mit 218 PS ausgerüstet. Nachdem sie 1993 verkauft und zum Museumsschiff geworden war, erlaubt ihre Zulassung als Museumsschiff die Mitnahme von 202 Fahrgästen.